# Semiothisa threnopis
Semiothisa threnopis là một loài bướm đêm trong họ Geometridae.